# Andreas Falk
Andreas Falk, född 27 februari 1983 i Huddinge, Stockholms län, är en svensk hockeytränare, tidigare ishockeyspelare (centerforward) i SHL.

## Karriär
Andreas Falk började spela ishockey i Huddinge IK, och spelade där till 2004. Säsongen 2004/2005 började han spela för Skellefteå AIK, där han spelade i två säsonger, och var med och tog upp laget till Elitserien (nu Svenska hockeyligan) säsongen 2005/2006. 
Han blev inför säsongen 2006/2007 värvad av HV71, och har spelat där i totalt sex säsonger. Han var med och tog SM-guld med klubben, säsongen 2007/2008 och 2009/2010. 
Säsongen 2012/2013 började Falk spela för den tyska klubben Kölner Haie i DEL, och stannade där i totalt fyra säsonger. Inför säsongen 2016/2017 värvades han tillbaka till Svenska hockeyligan, men då till Luleå HF. Inför säsongen 2018/19 skrev Falk på för gamla klubben HV71 igen. Efter säsongen avslutade Falk sin spelarkarriär, för att istället bli assisterande tränare för HV71:s juniorlag.
Inför säsongen 2020/21 blev Andreas Falk huvudtränare i Skellefteå AIK.
Falk har även spelat för Sverige i både A-lag och juniorsammanhang.

## Meriter
- SM-guld 2008 och 2010 samt SM-silver med HV71 2009